# Kiel-Ellerbek
Ellerbek ist ein Stadtteil von Kiel auf dem Kieler Ostufer. Ellerbek hat 6.283 (Stand 31. März 2024) Einwohner.
Ellerbek ist im Wesentlichen durch eine Einzel- und Reihenhausbebauung geprägt. Markant sind die bunten Putzfassaden der Doppel- und Reihenhäuser. Basierend auf einigen Haustypen haben die Besitzer ihre Häuser oft in Eigenarbeit angepasst und verändert. Nachdem Ellerbek lange von einer hohen Altersstruktur geprägt war, wandelt sich Ellerbek zu einem Stadtteil für junge Familien.

## Geographie

### Nachbar-Stadtteile
Ellerbek liegt an der Kieler Förde, auf dem Kieler Ostufer. Es liegt zwischen den Stadtteilen Gaarden-Ost, Elmschenhagen-Nord und Wellingdorf.

### Natur
Kiel-Ellerbek liegt am ersten Naturschutzgebiet Kiels, dem Tröndelsee. Ein Rundweg um den See verbindet das Naturschutzgebiet außerdem mit benachbarten Stadtteilen. Im Osten Ellerbeks finden sich der Stadtrat-Hahn-Park und der Schwanenseepark. Im Norden grenzt Ellerbek an den Werftpark an.

## Infrastruktur

### Verkehr

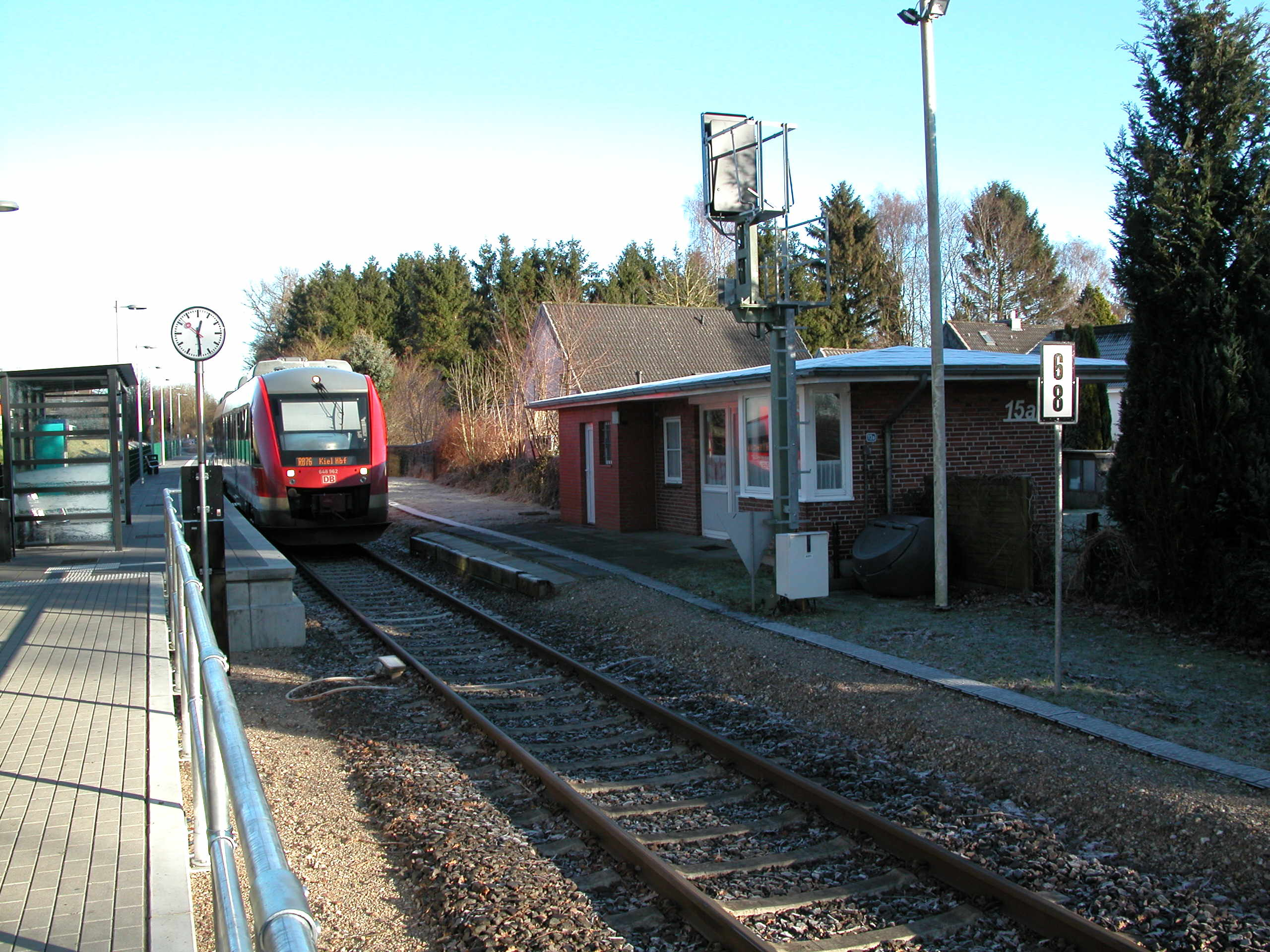
Bahnhof Oppendorf

Durch Ellerbek verläuft die Bahnstrecke Kiel Süd–Schönberger Strand mit dem Haltepunkt Kiel-Ellerbek. Im Personenverkehr wurde Oppendorf von 1914 bis zu dessen Einstellung 1975 regelmäßig bedient. Anfang Januar 2017 wurde die Umgestaltung des Bahnhofs Oppendorf abgeschlossen. Seit dem 4. September 2017 fahren wieder regelmäßig Züge der Deutschen Bahn bis Oppendorf
Am 30. August 2016 fand der Spatenstich zum 300.000 Euro teuren Neubau des Bahnsteigs statt. Der Bahnsteig ist 100 Meter lang, 2,75 m breit, an den Wartehäuschen doppelt so breit. Seit dem 4. September 2017 wird der Haltepunkt im Stundentakt bedient.
Ellerbek ist durch die Werftstraße und den Ostring (Bundesstraße 502) ans Straßenverkehrsnetz angebunden.

### Schulen
- Hans-Geiger-Gymnasium
- Gerhart-Hauptmann-Schule
- Ellerbeker Schule (Grundschule und Förderzentrum)
- Regionales Berufsbildungszentrum Technik

## Geschichte

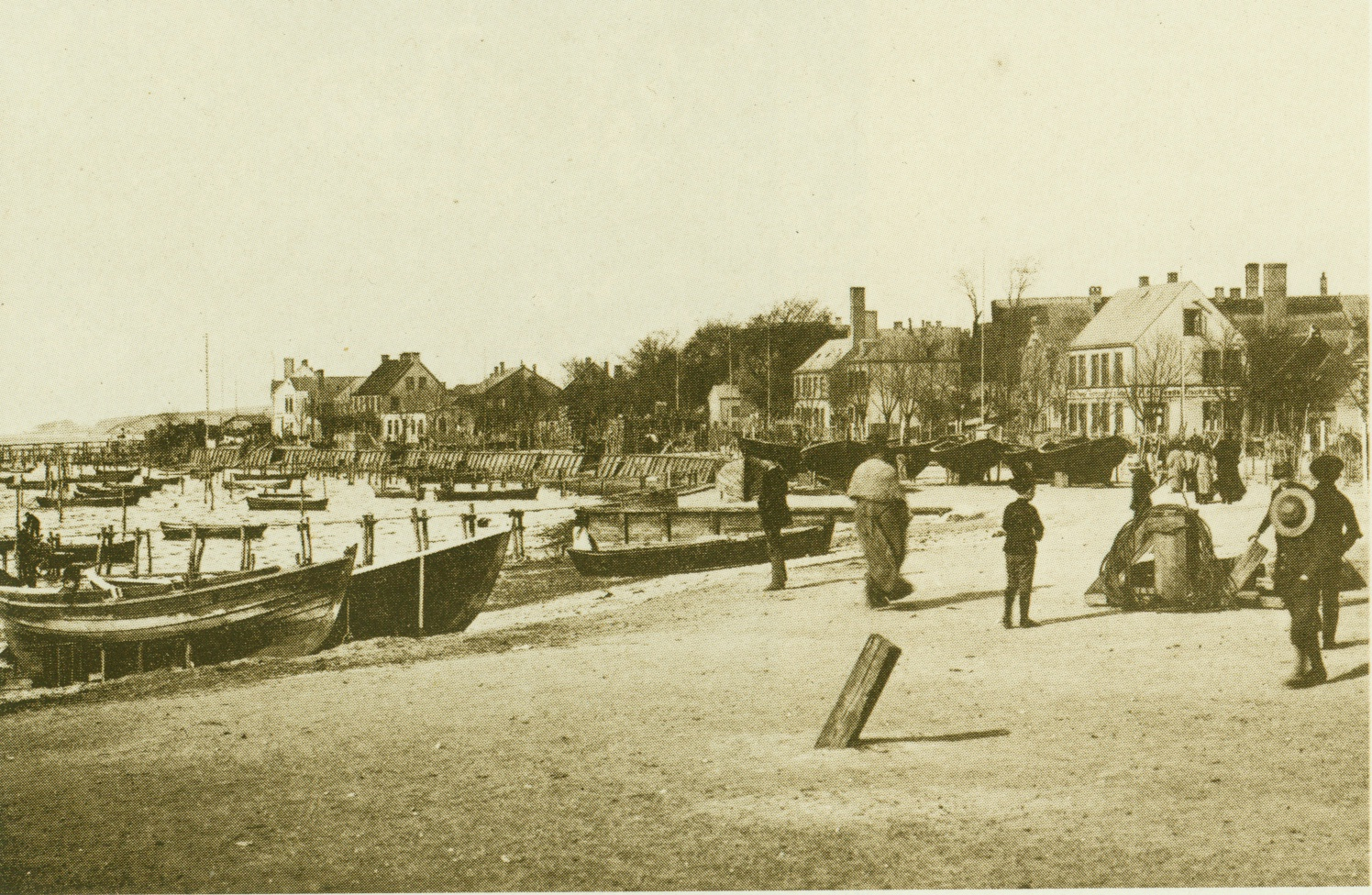
Ellerbek im Jahr 1895

Ellerbek war ursprünglich ein Fischerdorf. Es ist wohl im 13. Jahrhundert entstanden. Hier wurde u. a. auch die bekannteste Kieler Delikatesse, die Kieler Sprotte, erfunden. Seinen Namen hat Ellerbek wahrscheinlich von einem Erlenbach, der in der Kieler Förde mündete.
Ellerbek wurde – mit der Ernennung Kiels zum Kriegshafen von 1871 – durch die Werftindustrie und Marine geprägt. Dadurch wurde die Bevölkerung zur Umsiedlung nach Wellingdorf gezwungen.
Das Dorf Ellerbek wurde durch die Werftneubauten fast vollständig umgebaut. Um dennoch an das alte Fischerdorf Ellerbek zu erinnern, wurde ein einziges Haus als Museumsgebäude erhalten. Dieses Haus wurde jedoch im Zweiten Weltkrieg zerstört, so dass von dem alten Fischerdorf nichts übrig geblieben ist.
Das heutige Ellerbek kann man als typische Arbeitersiedlung bezeichnen, die im Zuge der Industrialisierung entstand, im Zweiten Weltkrieg zerstört und danach wieder aufgebaut wurde. An der Wasserseite Ellerbeks ist heute das Marinearsenal Arsenalbetrieb Kiel angesiedelt, so dass es von Ellerbek aus keinen freien Zugang zum Wasser mehr gibt.

## Persönlichkeiten
- Ingwer Paulsen (1883–1943), Grafiker und Maler
- Walter Husemann (1903–1943), Widerstandskämpfer gegen den Nationalsozialismus
- Heinz Busch (1923–2006), niederdeutscher Schauspieler und Autor
- Eckart Ehlers (* 1939), evangelisch-lutherischer Pastor und niederdeutscher Autor
- Heike Henkel (* 1964), Olympiasiegerin im Hochsprung 1992, wuchs in Ellerbek auf